# 石橋を叩いて笑う〜ゴッホの耳〜
『石橋を叩いて笑う〜ゴッホの耳〜』（いしばしをたたいてわらう〜ゴッホのみみ〜）は、とんねるずの石橋貴明がメインを務めるコント風ドラマ番組である。計2回放送。
放送日時はパート1が2002年12月30日の23:30 - 24:25（JST）、パート2が2003年3月31日の23:15 - 24:40でいずれもテレビ朝日系列で放送された。

## 概要
- 企画監修には秋元康、演出には堤幸彦という豪華作家陣が名を連ねる。

## 出演
- メイン　石橋貴明（とんねるず）
- ゲスト

（パート1）
- 坂口憲二、大竹しのぶ、西村雅彦、天海祐希、高橋克実、保坂尚輝、北村総一朗

（パート2）
- テツandトモ、奥菜恵、ともさかりえ、西村雅彦、小林稔侍、天海祐希

## 演目
- the order of episode:石橋　貴明

（パート1）
- 「張り込み　壱～四」:坂口憲二
- 「満室」:大竹しのぶ
- 「同窓会」:西村雅彦
- 「ランチタイム」:天海祐希、大竹しのぶ、高橋克実
- 「ゲイバー」:保坂尚輝（保阪尚輝）
- 「ヤミ金の男」:北村総一朗（北村総一郎）

（パート2）
- 「石橋貴明　テツandトモand…弐～八」:テツandトモ
- 「お受験」奥菜恵
- 「四〇二号室」:ともさかりえ
- 「春よ、来い」:西村雅彦
- 「万引きGメン」:小林稔侍
- 「AM3:30」:天海祐希

## スタッフ
パート1、2全てのスタッフ
局系列:ANN 
制作会社（製作・著作・SEP）（制作・イキナエンタテイメント、ANB）
企画企画監修・秋元康
主な脚本構成・遠藤察男、小川浩之、菊原共基、赤堀雅秋
主なプロデューサー白内寿一、磯野久美子、伊勢どんぐり、杉村全陽（ANB）
アシスタント・プロデューサー小野沢実、泰泉寺葵
主な演出監督・堤幸彦、大根仁、助監督・多胡由章、納戸正明、高橋淳、中井康二、前田朗光、初山恭洋
制作製作担当・杉原奈実、岩崎洋子
制作進行梶川雅也
広報中村雪浩（ANB）
ビデオスクラッチ原田大三郎
記録奥平紋子、市川桂
MA池亀淳一、横倉巌
音効志田博英、渡邉朋子
撮影技術唐沢悟、斑目重友、山田洋和、中村純、立石修
VE吉岡辰沖
VTR徳永一馬、永井日出男、河内大輔、吉富綾
照明上妻敏厚
録音中村徳幸、小林秀浩、宮田泰司、篠塚浩俊、滝口祐造
編集大野昌寛、小矢人
オフライン山田恭子
CG制作小関一智
広告中村雪浩（ANB）
スチール渡辺満夫（文化工房）
美術永田勝明
美術進行今井隆之
スタイリスト志葉則行（ディアグランツ）、河西真弓
ヘアメイク吉末尚之（イグルー）
美術協力山田かつら、フジアール